# كلايد إيفرت لاسين
كلايد إيفرت لاسين (بالإنجليزية: Clyde Everett Lassen)‏ هو ضابط أمريكي، ولد في 14 مارس 1942 في فورت مايرز في الولايات المتحدة، وتوفي في 1 أبريل 1994 في بينساكولا في الولايات المتحدة بسبب سرطان.